# Skilanglauf-Weltcup 1992/93
Der Skilanglauf-Weltcup 1992/93 war eine von der FIS organisierte Wettkampfserie. Der Weltcup begann am 12. Dezember 1992 in Ramsau und endete am 20. März 1993 in Štrbské Pleso. Höhepunkt der Saison waren die Nordischen Skiweltmeisterschaften 1993 vom 19. bis 28. Februar in Falun. Die dort ausgetragenen Einzelwettbewerbe wurden auch als Weltcup-Veranstaltungen gewertet.

## Männer

### Podestplätze Männer
| Datum                                | Austragungsort | Disziplin                   | Sieger                                                                       | Zweiter                                                                         | Dritter                                                                    |
| ------------------------------------ | -------------- | --------------------------- | ---------------------------------------------------------------------------- | ------------------------------------------------------------------------------- | -------------------------------------------------------------------------- |
| 12.12.1992                           | Ramsau         | 10 km Freistil              | Vegard Ulvang                                                                | Wladimir Smirnow                                                                | Václav Korunka                                                             |
| 13.12.1992                           | Ramsau         | 15 km Verfolgung klassisch  | Bjørn Dæhlie                                                                 | Vegard Ulvang                                                                   | Wladimir Smirnow                                                           |
| 18.12.1992                           | Val di Fiemme  | 30 km Freistil              | Wladimir Smirnow                                                             | Michail Botwinow                                                                | Alexei Prokurorow                                                          |
| 20.12.1992                           | Val di Fiemme  | 4 × 10 km Staffel klassisch | Russland IAndrei Kirillow Alexei Prokurorow Igor Badamschin Michail Botwinow | Italien ISilvio Fauner Giuseppe Puliè Giorgio Vanzetta Marco Albarello          | NorwegenTerje Langli Erling Jevne Vegard Ulvang Bjørn Dæhlie               |
| 03.01.1993                           | Kawgolowo      | 30 km klassisch             | Bjørn Dæhlie                                                                 | Michail Botwinow                                                                | Torgny Mogren                                                              |
| 09.01.1993                           | Ulrichen       | 15 km klassisch             | Marco Albarello                                                              | Vegard Ulvang                                                                   | Bjørn Dæhlie                                                               |
| 10.01.1993                           | Ulrichen       | 4 × 10 km Staffel Freistil  | ItalienFulvio Valbusa Giorgio Vanzetta Marco Albarello Silvio Fauner         | Norwegen ISture Sivertsen Morten Brørs Vegard Ulvang Bjørn Dæhlie               | Schweden IJan Ottosson Christer Majbäck Lars Håland Torgny Mogren          |
| 16.01.1993                           | Bohinj         | 15 km Freistil              | Wladimir Smirnow                                                             | Torgny Mogren                                                                   | Bjørn Dæhlie                                                               |
| 39. Nordische Skiweltmeisterschaften |                |                             |                                                                              |                                                                                 |                                                                            |
| 20.02.1993                           | Falun          | 30 km klassisch             | Bjørn Dæhlie                                                                 | Vegard Ulvang                                                                   | Wladimir Smirnow                                                           |
| 22.02.1993                           | Falun          | 10 km klassisch             | Sture Sivertsen                                                              | Wladimir Smirnow                                                                | Vegard Ulvang                                                              |
| 24.02.1993                           | Falun          | 15 km Verfolgung Freistil   | Bjørn Dæhlie                                                                 | Wladimir Smirnow                                                                | Silvio Fauner                                                              |
| 26.02.1993                           | Falun          | 4 × 10 km Staffel           | NorwegenSture Sivertsen Vegard Ulvang Terje Langli Bjørn Dæhlie              | ItalienMaurilio De Zolt Marco Albarello Giorgio Vanzetta Silvio Fauner          | RusslandAndrei Kirillow Igor Badamschin Alexei Prokurorow Michail Botwinow |
| 28.02.1993                           | Falun          | 50 km Freistil              | Torgny Mogren                                                                | Hervé Balland                                                                   | Bjørn Dæhlie                                                               |
| 05.03.1993                           | Lahti          | 4 × 10 km Staffel klassisch | SchwedenChrister Majbäck Niklas Jonsson Torgny Mogren Lars Håland            | Russland IAlexander Worobjow Igor Badamschin Alexei Prokurorow Michail Botwinow | Finnland IMika Kuusisto Juha Hauta-aho Sami Repo Heikki Alakärppä          |
| 06.03.1993                           | Lahti          | 30 km Freistil              | Torgny Mogren                                                                | Wladimir Smirnow                                                                | Václav Korunka                                                             |
| 10.03.1993                           | Lillehammer    | 4 × 10 km Staffel Freistil  | Norwegen ITerje Langli Sture Sivertsen Krister Sørgård Thomas Alsgaard       | Schweden INiklas Jonsson Torgny Mogren Mathias Fredriksson Henrik Forsberg      | FinnlandJuha Hauta-aho Harri Kirvesniemi Jari Isometsä Jukka Hartonen      |
| 13.03.1993                           | Oslo           | 50 km klassisch             | Alexei Prokurorow                                                            | Gudmund Skjeldal                                                                | Sture Sivertsen                                                            |
| 19.03.1993                           | Štrbské Pleso  | 15 km klassisch             | Bjørn Dæhlie                                                                 | Marco Albarello                                                                 | Silvio Fauner                                                              |
| 20.03.1993                           | Štrbské Pleso  | 4 × 10 km Staffel Freistil  | Norwegen IKrister Sørgård Vegard Ulvang Thomas Alsgaard Bjørn Dæhlie         | ItalienFulvio Valbusa Maurilio De Zolt Marco Albarello Silvio Fauner            | Norwegen IITerje Langli Kristen Skjeldal Erling Jevne Sture Sivertsen      |

### Weltcupstände Männer
| Rang | Name                   | Punkte |
| ---- | ---------------------- | ------ |
| 1.   | Bjørn Dæhlie           | 696    |
| 2.   | Wladimir Smirnow       | 649    |
| 3.   | Vegard Ulvang          | 576    |
| 4.   | Torgny Mogren          | 488    |
| 5.   | Marco Albarello        | 351    |
| 6.   | Silvio Fauner          | 308    |
| 7.   | Michail Botwinow       | 292    |
| 8.   | Sture Sivertsen        | 285    |
| 9.   | Alexei Prokurorow      | 251    |
| 10.  | Terje Langli           | 234    |
| 11.  | Václav Korunka         | 226    |
| 12.  | Giorgio Vanzetta       | 207    |
| 13.  | Jan Ottosson           | 199    |
| 14.  | Christer Majbäck       | 194    |
| 15.  | Erling Jevne           | 181    |
| 16.  | Maurilio De Zolt       | 171    |
| 17.  | Gianfranco Polvara     | 170    |
| 18.  | Igor Badamschin        | 157    |
| 19.  | Johann Mühlegg         | 149    |
| 20.  | Thomas Alsgaard        | 130    |
| 20.  | Gudmund Skjeldal       | 130    |
| 22.  | Jari Isometsä          | 126    |
| 23.  | Hervé Balland          | 121    |
| 24.  | Jochen Behle           | 120    |
| 25.  | Andrei Kirillow        | 119    |
| 26.  | Krister Sørgård        | 107    |
| 27.  | Pavel Benc             | 102    |
| 28.  | Niklas Jonsson         | 91     |
| 29.  | Harri Kirvesniemi      | 90     |
| 30.  | Fulvio Valbusa         | 88     |
| 31.  | Lars Håland            | 81     |
| 32.  | Wjatscheslaw Plaksunow | 81     |
| 33.  | Sigurd Brørs           | 79     |
| 34.  | Mika Myllylä           | 78     |
| 35.  | Gaudenzio Godioz       | 77     |

| Rang | Name                  | Punkte |
| ---- | --------------------- | ------ |
| 36.  | Henrik Forsberg       | 73     |
| 37.  | Wladimir Jurin        | 69     |
| 38.  | Jari Räsänen          | 63     |
| 39.  | Kazunari Sasaki       | 58     |
| 40.  | Markus Hasler         | 54     |
| 41.  | Karri Hietamäki       | 43     |
| 42.  | Alois Stadlober       | 39     |
| 43.  | Luboš Buchta          | 35     |
| 44.  | Sven-Eric Danielsson  | 35     |
| 45.  | Stéphane Azambre      | 34     |
| 46.  | Jukka Hartonen        | 33     |
| 47.  | Wladimir Legotin      | 33     |
| 48.  | Maurizio Pozzi        | 33     |
| 49.  | Giuseppe Puliè        | 33     |
| 50.  | Peter Schlickenrieder | 33     |
| 51.  | Patrick Rémy          | 30     |
| 52.  | Fabio Maj             | 29     |
| 53.  | Kuisma Taipale        | 29     |
| 54.  | Alexander Worobjow    | 28     |
| 55.  | Markus Gandler        | 27     |
| 56.  | Jiří Teplý            | 27     |
| 57.  | Roberto De Zolt Ponte | 26     |
| 58.  | Juha Hauta-aho        | 23     |
| 59.  | German Karatschewski  | 23     |
| 60.  | Wiktar Kamozki        | 20     |
| 61.  | Walter Kuß            | 20     |
| 62.  | Sturla Brørs          | 18     |
| 63.  | Ihar Obuchou          | 18     |
| 64.  | Øyvind Skaanes        | 18     |
| 65.  | Egil Kristiansen      | 17     |
| 66.  | Wassil Horbatschjou   | 16     |
| 67.  | Juan Jesús Gutiérrez  | 16     |
| 68.  | Danil Hasanov         | 16     |
| 69.  | Hirofumi Watanabe     | 15     |
| 70.  | Janko Neuber          | 14     |

| Rang | Name                     | Punkte |
| ---- | ------------------------ | ------ |
| 71.  | Anders Eide              | 12     |
| 72.  | Radim Nyč                | 12     |
| 73.  | Silvano Barco            | 11     |
| 74.  | Jeremias Wigger          | 11     |
| 75.  | Jürg Capol               | 10     |
| 76.  | Elmo Kassin              | 10     |
| 77.  | Anders Aukland           | 9      |
| 78.  | Tage Ray                 | 9      |
| 79.  | Giachem Guidon           | 8      |
| 80.  | Ben Husaby               | 8      |
| 81.  | Mika Kuusisto            | 8      |
| 82.  | Frank Robert Kristiansen | 7      |
| 83.  | Juha Sarkkinen           | 7      |
| 84.  | Dany Bouchard            | 6      |
| 85.  | Mikael Isaksson          | 6      |
| 86.  | Aleksej Kuznezov         | 6      |
| 87.  | Staffan Larsson          | 6      |
| 88.  | Wiesław Cempa            | 5      |
| 89.  | Alexander Golubjow       | 5      |
| 90.  | Frode Lillefjell         | 5      |
| 91.  | Pål Gunnar Mikkelsplass  | 5      |
| 92.  | Hans Diethelm            | 4      |
| 93.  | Thomas Eriksson          | 4      |
| 94.  | Nikolai Iwanow           | 4      |
| 95.  | Serguei Margatsky        | 4      |
| 96.  | Anders Bergström         | 3      |
| 97.  | André Blatter            | 3      |
| 98.  | Donald Farley            | 2      |
| 99.  | Gunar Havel              | 2      |
| 100. | Odd-Bjørn Hjelmeset      | 2      |
| 101. | Alois Schwarz            | 2      |
| 102. | Stanislav Ježík          | 1      |
| 103. | Geir Skari               | 1      |

## Frauen

### Podestplätze Frauen
| Datum                                | Austragungsort | Disziplin                  | Sieger                                                                     | Zweiter                                                                    | Dritter                                                                                           |
| ------------------------------------ | -------------- | -------------------------- | -------------------------------------------------------------------------- | -------------------------------------------------------------------------- | ------------------------------------------------------------------------------------------------- |
| 12.12.1992                           | Ramsau         | 5 km klassisch             | Kateřina Neumannová                                                        | Jelena Välbe                                                               | Larissa Lasutina                                                                                  |
| 18.12.1992                           | Val di Fiemme  | 15 km Freistil             | Ljubow Jegorowa                                                            | Jelena Välbe                                                               | Larissa Lasutina                                                                                  |
| 20.12.1992                           | Val di Fiemme  | 4 × 5 km Staffel klassisch | Norwegen IMarianne Dahlmo Marit Wold Inger Helene Nybråten Trude Dybendahl | Russland ILarissa Lasutina Jelena Välbe Nina Gawriljuk Ljubow Jegorowa     | FinnlandTuulikki Pyykkönen Marjut Rolig Pirkko Määttä Jaana Savolainen                            |
| 03.01.1993                           | Kawgolowo      | 30 km klassisch            | Ljubow Jegorowa                                                            | Jelena Välbe                                                               | Trude Dybendahl                                                                                   |
| 09.01.1993                           | Ulrichen       | 10 km klassisch            | Jelena Välbe                                                               | Marja-Liisa Kirvesniemi                                                    | Stefania Belmondo                                                                                 |
| 10.01.1993                           | Ulrichen       | 4 × 5 km Staffel Freistil  | RusslandSwetlana Nageikina Jelena Välbe Larissa Lasutina Ljubow Jegorowa   | ItalienManuela Di Centa Bice Vanzetta Gabriella Paruzzi Stefania Belmondo  | Norwegen ITrude Dybendahl Marit Wold Elin Nilsen Marianne Dahlmo                                  |
| 16.01.1993                           | Cogne          | 10 km Freistil             | Stefania Belmondo                                                          | Jelena Välbe                                                               | Ljubow Jegorowa                                                                                   |
| 17.01.1993                           | Cogne          | 4 × 5 km Staffel           | RusslandSwetlana Nageikina Larissa Lasutina Ljubow Jegorowa Jelena Välbe   | ItalienBice Vanzetta Gabriella Paruzzi Manuela Di Centa Stefania Belmondo  | NorwegenAnita Moen Marianne Myklebust Inger Lise Hegge Elin Nilsen                                |
| 39. Nordische Skiweltmeisterschaften |                |                            |                                                                            |                                                                            |                                                                                                   |
| 19.02.1993                           | Falun          | 15 km klassisch            | Jelena Välbe                                                               | Marja-Liisa Kirvesniemi                                                    | Marjut Lukkarinen                                                                                 |
| 21.02.1993                           | Falun          | 5 km klassisch             | Larissa Lasutina                                                           | Ljubow Jegorowa                                                            | Trude Dybendahl                                                                                   |
| 23.02.1993                           | Falun          | 10 km Verfolgung Freistil  | Stefania Belmondo                                                          | Larissa Lasutina                                                           | Ljubow Jegorowa                                                                                   |
| 26.02.1993                           | Falun          | 4 × 5 km Staffel           | RusslandJelena Välbe Larissa Lasutina Nina Gawriljuk Ljubow Jegorowa       | ItalienGabriella Paruzzi Bice Vanzetta Manuela Di Centa Stefania Belmondo  | NorwegenTrude Dybendahl Inger Helene Nybråten Anita Møen Elin Nilsen                              |
| 27.02.1993                           | Falun          | 30 km Freistil             | Stefania Belmondo                                                          | Manuela Di Centa                                                           | Ljubow Jegorowa                                                                                   |
| 06.03.1993                           | Lahti          | 5 km Freistil              | Ljubow Jegorowa                                                            | Manuela Di Centa                                                           | Stefania Belmondo                                                                                 |
| 09.03.1993                           | Lillehammer    | 5 km klassisch             | Trude Dybendahl                                                            | Ljubow Jegorowa                                                            | Manuela Di Centa                                                                                  |
| 10.03.1993                           | Lillehammer    | 10 km Verfolgung Freistil  | Ljubow Jegorowa                                                            | Manuela Di Centa                                                           | Jelena Välbe                                                                                      |
| 13.03.1993                           | Oslo           | 4 × 5 km Staffel Freistil  | RusslandSwetlana Nageikina Jelena Välbe Larissa Lasutina Ljubow Jegorowa   | Norwegen IAnita Moen Inger Helene Nybråten Elin Nilsen Trude Dybendahl     | Tschechien / SlowakeiĽubomíra Balážová Alžbeta Havrančíková Iveta Zelingerová Kateřina Neumannová |
| 19.03.1993                           | Štrbské Pleso  | 10 km klassisch            | Jelena Välbe                                                               | Ljubow Jegorowa                                                            | Manuela Di Centa                                                                                  |
| 20.03.1993                           | Štrbské Pleso  | 4 × 5 km Staffel Freistil  | RusslandNina Gawriljuk Jelena Välbe Larissa Lasutina Ljubow Jegorowa       | ItalienSabina Valbusa Gabriella Paruzzi Manuela Di Centa Stefania Belmondo | NorwegenAnita Moen Elin Nilsen Inger Lise Hegge Trude Dybendahl                                   |

### Weltcupstände Frauen
| Rang | Name                    | Punkte |
| ---- | ----------------------- | ------ |
| 1.   | Ljubov Jegorowa         | 760    |
| 2.   | Jelena Välbe            | 710    |
| 3.   | Stefania Belmondo       | 596    |
| 4.   | Larissa Lasutina        | 519    |
| 5.   | Manuela Di Centa        | 511    |
| 6.   | Trude Dybendahl         | 396    |
| 7.   | Kateřina Neumannová     | 356    |
| 8.   | Marja-Liisa Kirvesniemi | 286    |
| 9.   | Marjut Lukkarinen       | 285    |
| 10.  | Anita Moen              | 259    |
| 11.  | Nina Gawriljuk          | 258    |
| 12.  | Inger Helene Nybråten   | 226    |
| 13.  | Swetlana Nageikina      | 185    |
| 14.  | Pirkko Määttä           | 181    |
| 15.  | Gabriella Paruzzi       | 180    |
| 16.  | Marie-Helene Östlund    | 176    |
| 16.  | Marit Wold              | 176    |
| 18.  | Elin Nilsen             | 155    |
| 19.  | Alžbeta Havrančíková    | 153    |
| 20.  | Olga Danilowa           | 148    |
| 21.  | Sylvia Honegger         | 141    |
| 22.  | Tuulikki Pyykkönen      | 137    |
| 23.  | Olga Sawjalowa          | 125    |
| 24.  | Bice Vanzetta           | 112    |
| 25.  | Marianne Dahlmo         | 101    |

| Rang | Name                       | Punkte |
| ---- | -------------------------- | ------ |
| 26.  | Anna-Lena Fritzon          | 93     |
| 26.  | Inger Lise Hegge           | 93     |
| 28.  | Iryna Taranenko-Terelja    | 88     |
| 29.  | Barbara Mettler            | 84     |
| 29.  | Sophie Villeneuve          | 84     |
| 31.  | Carina Görlin              | 65     |
| 31.  | Jelena Schalina            | 65     |
| 33.  | Brigitte Albrecht          | 60     |
| 34.  | Małgorzata Ruchała         | 57     |
| 35.  | Ľubomíra Balážová          | 53     |
| 36.  | Marit Elveos               | 52     |
| 37.  | Isabelle Mancini           | 48     |
| 38.  | Bernadeta Bocek-Piotrowska | 45     |
| 39.  | Leslie Thompson            | 34     |
| 40.  | Fumiko Aoki                | 29     |
| 40.  | Iveta Zelingerová-Fořtová  | 29     |
| 42.  | Alena Sinkewitsch          | 24     |
| 43.  | Kathrine Rokke             | 22     |
| 44.  | Karin Svingstedt           | 20     |
| 45.  | Dorota Kwaśny              | 18     |
| 45.  | Vida Vencienė              | 18     |
| 47.  | Silke Braun-Schwager       | 16     |
| 48.  | Mari Hietala               | 15     |
| 49.  | Svetlana Kamotskaya        | 13     |
| 49.  | Tatiana Podmazo            | 13     |

| Rang | Name                | Punkte |
| ---- | ------------------- | ------ |
| 51.  | Merja Kuusisto      | 12     |
| 51.  | Sirpa Ryhänen       | 12     |
| 53.  | Natalja Martynowa   | 10     |
| 53.  | Gudrun Pflüger      | 10     |
| 55.  | Nonna Abakumova     | 9      |
| 55.  | Magdalena Wallin    | 9      |
| 57.  | Carole Stanisière   | 8      |
| 58.  | Anna Frithioff      | 7      |
| 58.  | Jaana Savolainen    | 7      |
| 58.  | Sabina Valbusa      | 7      |
| 61.  | Marianne Myklebust  | 6      |
| 62.  | Natalia Chernych    | 5      |
| 62.  | Nina Kemppel        | 5      |
| 62.  | Elvira Knecht       | 5      |
| 62.  | Ina Kümmel          | 5      |
| 66.  | Tatjana Kirillowa   | 4      |
| 66.  | Sigrid Wille        | 4      |
| 68.  | Lucie Chroustovská  | 3      |
| 68.  | Ewgenija Radomasova | 3      |
| 70.  | Satu Lyytikäinen    | 2      |
| 70.  | Jutta Mainhart      | 2      |
| 70.  | Lene Pedersen       | 2      |
| 73.  | Nancy Fiddler       | 1      |
| 73.  | Sylvie Giry-Rousset | 1      |